# Joachim du Plessis de Grenédan
Joachim du Plessis de Grenédan, né à Rennes le 31 janvier 1870 et mort à Draguignan le 1er septembre 1951, est un juriste et religieux français.

## Biographie
Petit-fils de Louis-Joseph du Plessis-Mauron de Grenédan, Joachim du Plessis de Grenédan est le fils de Charles, comte du Plessis de Grenédan, directeur de la Verrerie de Bagneaux-sur-Loing, et de Marie-Caroline Frilet de Chateauneuf. Marié à Louise Louërat, il est le père Joachim et de Jean du Plessis de Grenédan, ainsi que le grand-père d'Hugues Payen de La Garanderie.
Docteur en droit en 1900, il devient professeur d'histoire du droit, d'économie politique et de droit commercial à la Faculté libre de droit d'Angers, faculté dont il devient doyen en 1919, et professeur à l'École supérieure d'agriculture et à l'École supérieure de commerce d'Angers. 
Il sert comme chef de bataillon au 265e régiment d'infanterie durant la Première Guerre mondiale.
Propriétaire à La Bernerie-en-Retz, il est élu conseiller d'arrondissement pour le canton de Bourgneuf-en-Retz en 1921.
Il est ordonné prêtre en 1946 et devient moine cistercien à l'abbaye Notre-Dame de Bellefontaine.

## Décorations
- Commandeur de la Légion d'honneur (7 juillet 1933)[2]
- Croix de guerre 1914–1918
- Médaille interalliée de la Victoire

## Œuvres
- Histoire de l'autorité paternelle et de la société familiale en France avant 1789, les origines, l'époque franque, le Moyen Âge et les temps modernes, thèse de droit, université de Rennes.

- Géographie agricole de la France et du monde, 1903, Masson. Prix Fabien de l'Académie française
- * L'Église libre, étude pratique, avec un abrégé de la loi de séparation, 1906, Texte imprimé, Angers, J. Siraudeau
- La Préparation aux études supérieures d'agriculture dans les collèges, Texte imprimé, rapport présenté au Congrès d'enseignement agricole d'Angers, en juillet 1907, Angers
- Les Femmes d'esprit en France, histoire littéraire et sociale, 1908 ]
- L'Alpe enchanteresse, Salzbourg, le Salzkammergut, les Hauts Tauern - 1913
- Manuel pratique des institutions sociales agricoles : services publics, sociétés, associations, syndicats, coopératives, assurance et prévoyance, mutualité, épargne, retraites, habitations à bon marché, bien de famille, petites propriétés et exploitations rurales, crédit agricole, assistance matérielle et morale, enseignement, colonisation, Maison de la bonne presse , 1913 Prix Fabien de l'Académie française
- Le Régiment Rose, histoire du 265e d'infanterie, 1914-1919, 1920
- La vie héroïque de Jean du Plessis, Commandant du "Dixmude" 1892-1923, P., Plon, 1924 (réédition, 1949), 364 pp, cartes.
- Les navires de l'air, l'épopée tragique du «Dixmude» - 1926
- Les grands dirigeables dans la paix et dans la guerre [Tome 2], Leur technique : œuvres complètes, Jean du Plessis... Plon , 1926
- La caravane humaine : Le sens de l'histoire I, Plon, 1932
- Le Sens de l'histoire. II. Les Derniers Temps d'après l'histoire et la prophétie - 1937
- La Vie paysanne : manuel d'enseignement social - 1941
- Louis Veuillot, La bonne presse , [1943]
- Berryer, la Bonne presse, 1946
- La Vie paysanne : cours normal, la vie économique et sociale. Nouvelle édition entièrement refondue et mise à jour, Angers, H. Siraudeau, 1947
- Un héros des deux guerres, volontaire de l'armée secrète, martyr de la déportation : le Marquis Du Plessis de Grenédan , ingénieur agronome, 1890-1943.